# マイクロフォーカス
マイクロフォーカス (英: Micro Focus International plc) は、イギリス・バークシャー州・ニューベリーに拠点を置く、COBOL言語の開発ツールを中心としたソフトウェア会社である。
2016年ヒューレット・パッカード・エンタープライズソフトウェア部門の合併により、世界最大級のソフトウェア専業会社となった。新しい合併会社は、DevOps、ハイブリッドIT、セキュリティとリスク管理、および予測分析を含む重要分野におけるエンタープライズスケールのソリューションの提供を通じ、企業や組織の複雑な技術上の問題解決を支援する。

## 歴史
1976年 設立、1983年にはMicro Focus Groupとなり、初期にはCOBOL言語の開発ツールに集中した。
1984年 日本法人であるマイクロフォーカス株式会社を設立。
1998年 Intersolv Inc社を買収し、事業を統合して社名をメラント株式会社(Merant)に改名。しかし2001年には業績が悪化し、社名を再びMicro Focus (Micro Focus International) に改名した。2005年、ロンドン証券取引所に上場。
2005年2月 Microsoft Visual Studioを基盤とした開発環境の提供、9月、Linux対応製品の拡大、更に2006年11月、COBOL製品群のEclipseサポートを発表。
2007年からは企業買収が本格化。
- 2007年5月 Acucorpの買収を発表
- 2008年5月 NetManageの買収を発表
- 2008年12月 Relativity Technologiesの買収を発表[5]
- 2009年5月6日 7500万ドルでのボーランドの買収合意を発表[6][7][8][9]
- 2009年5月6日 Compuware CorporationのTesting/ASQ部門の買収を発表[10]
- 2014年9月15日 The attachmate Group と合併を発表[11]
- 2016年5月2日 Serena Softwareの買収を完了[12]
- 2016年9月7日 ヒューレット・パッカード・エンタープライズのソフトウェア部門を買収することを発表[13]
- 2019年3月12日 セキュリティ分析ソフトウェアベンダーのIntersetの買収を完了[14]

2022年8月25日 オープンテキストがマイクロフォーカスの買収を発表、2023年1月31日に買収完了。
2023年12月1日 Rocket SoftwareがオープンテキストのAMC部門の買収を発表
2025年4月1日　国内の会社名をマイクロフォーカス合同会社からAMC ソフトウェアジャパン合同会社に変更

## 製品
分散システムを含めた幅広いプラットフォームで稼動するCOBOLコンパイラであるMicro Focus COBOLシリーズは有名であり、レガシーマイグレーション用にも広く使われた。
現在では以下製品などがある。
- Visual COBOL - Windows版はEclipse/Visual Studioの統合環境を使ったCOBOL開発環境を提供
- Visual COBOL Development HubはLinux/Unix環境のCOBOL開発環境、Windows版と連携したリモート開発環境も提供
- Enterprise Developer - IBM メインフレームの完全エミュレーションを提供するCOBOLおよびPL/I 開発環境
- Enterprise Analyzer - COBOL資産のリエンジニアリングツール
- Micro Focus Net Express - Windows版のCOBOL開発環境
- Micro Focus Server Express  - UNIX/Linux版のCOBOL開発環境

## 参照
1. 1 2 3  Micro Focus: History Archived 2008年9月12日, at the Wayback Machine.
2. ↑  Micro Focus buys Intersolv for $534 million
3. ↑  Financial Dynamics wins Micro Focus equity listing
4. ↑  Micro Focus scrapes home after price cut
5. ↑  Micro Focus International plc (LSE: MCRO.L) Agrees to Acquire Relativity Technologies, Inc.
6. ↑  Recommended cash offer by Micro Focus International plc (LSE: MCRO.L) for Borland Software Corporation (NASDAQ: BORL)
7. ↑  Borland Software Corporation to be Acquired by Micro Focus International plc - Press Releases
8. ↑  BorlandをMicro Focusが約7500万ドルで買収 - ITMedia
9. ↑  Borland，約7500万ドルでMicro Focusに身売り - ITPro
10. ↑  Micro Focus International plc to acquire the Application Testing / AutomatedSoftware Quality business of Compuware Corporation
11. ↑  プレスリリース
12. ↑  Micro Focus Completes Acquisition of Serena Software, Inc.
13. ↑  プレスリリース(Micro Focus Announces Intent to Merge with Hewlett Packard Enterprise's Software Business Segment)
14. ↑  マイクロフォーカス、Intersetの買収を完了し、サイバーセキュリティのエキスパート性を深化
15. ↑  オープンテキスト、Micro Focus社の買収完了を発表
16. ↑  “Rocket Software’s Acquisition of OpenText’s Application Modernization and Connectivity Business Strengthens Hybrid Cloud Posture | Rocket Software” (英語). www.rocketsoftware.com. 2023年12月6日閲覧。
17. ↑  “社名変更のお知らせ| マイクロフォーカス合同会社”. www.amc.rocketsoftware.co.jp. 2025年4月1日閲覧。